# Neoserica phuphanensis
Neoserica phuphanensis är en skalbaggsart som beskrevs av Ahrens 2003. Neoserica phuphanensis ingår i släktet Neoserica och familjen Melolonthidae. Inga underarter finns listade i Catalogue of Life.